# Limfjord
Limfjord (dánsky Limfjorden) je jedna z Dánských úžin. Je to systém průlivů na severu Dánska, kterým je spojeno Severní moře s průlivem Kattegat. Skládá se z jezerům podobných rozšíření, která jsou spojená úzkými členitými průtoky. Širší je na západě a užší na východě. Průliv odděluje Severojutský ostrov od Jutského poloostrova. Od roku 1825 neexistuje přírodní spojení mezi nimi a tak se z Vendsyssel-Thy stal ostrov. Administrativně leží Limfjord na území tří dánských okresů (Nordjyllands Amt, Viborg Amt, Ringkjøbing Amt). Od roku 1973 okresy spolupracují na přírodní ochraně průlivu a v rybolovu. Je 180 km dlouhý. Převládající hloubka je 3 až 5 m. Celková rozloha průlivu je 1500 km². Délka pobřeží je přibližně 1 000 km. Slanost vody je 32 až 34 ‰.

## Ostrovy
V průlivu se nachází více než 90 ostrovů. Největší jsou Mors, Fur, Agerø, Livø, Egholm a Jegindø.

## Fauna
V průlivu je rozvinutý rybolov (sledi, úhoři). Na západě je rozvinutý i lov ústřic

## Doprava
Hlavní přístav je Aalborg, který je přístupný pro velké lodě od východu, kde má pravidelně čištěnou a místy kanalizovanou plavební dráhu. Je spojen silničním a železničním mostem s Nørresundby na druhé straně průlivu a fungují jako jedno město.